# Putsch au Venezuela de 1958
Le coup d'État du 23 janvier 1958 est un coup d'état qui a eu lieu au Venezuela qui mit fin au mandat du général Marcos Pérez Jiménez. Celui-ci a été contraint de quitter le pays pour la République dominicaine à bord de l'avion présidentiel de l'époque surnomé " La Vaca Sagrada " . Là-bas il fut ensuite protégé par le dictateur dominicain Rafael Leónidas Trujillo.
Après la chute de Pérez Jiménez, un gouvernement de transition fut établi au Venezuela sous la direction du premier amiral Wolfgang Larrazábal.

## Antécédents

### Insurrection du 1er janvier

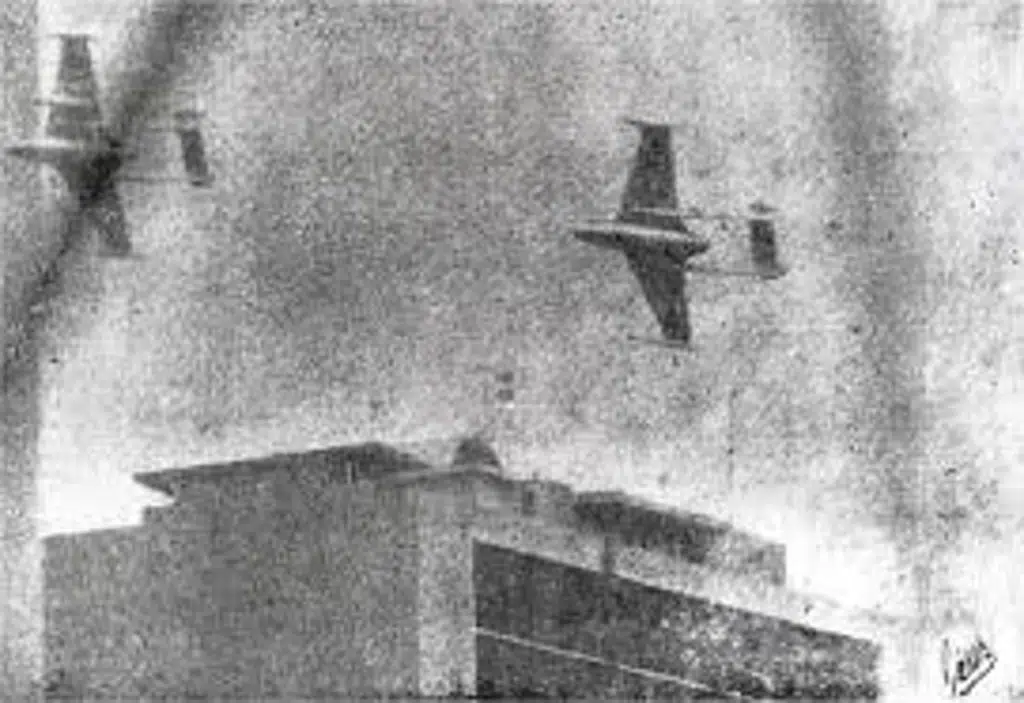
Avion Havilland DH.100 Vampire de l'Armée de l'Air survolant les tours d'El Silencio le 1er janvier 1958.

Le 1er janvier 1958 a lieu une première mutinerie contre Marcos Pérez Jiménez. Cette action est dirigée par le colonel Hugo Trejo avec la participation d'un bon nombre d'officiers de la garnison de Caracas et Maracay, appartenant principalement de la Force Aérienne. Cette rébellion militaire échoua et ses principaux instigateurs furent arrêtés par le gouvernement.
Le 9 janvier, un soulèvement des officiers de la Marine éclate à La Guaira. 5 destroyers de la flotte mettent les voiles, et sont placés devant le port. Le problème fut réglé par le général Rómulo Fernández. Il négocia certaines garanties pour la Marine avec les rebelles.
La crise interne de la dictature s'aggravait de jour en jour. Celle-ci entraina 2 changements successifs de cabinet les 10 et 13 janvier 1958 au cours desquels Pedro Estrada et Lauraeno Vallenilla-Lanz Planchart furent démis de leurs fonctions.

### Manifestations

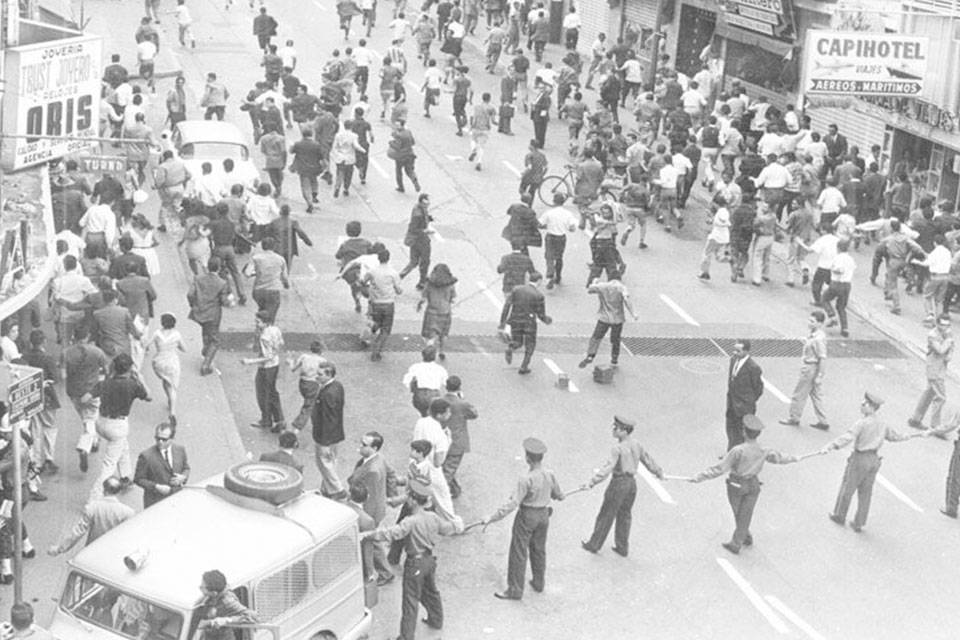
Manifestations contre Marcos Pérez Jiménez le 21 novembre 1957 au Venezuela.

La première protestation publique contre le régime a lieu le 27 mars 1957, lors d'une représentation du Portrait de Lincoln d'Aaron Copland mis en scène par le compositeur. L'actrice Juana Sujo lut le texte traduit en espagnol en présence de Marcos Pérez Jiménez. Lors de la conclusion, comme Sujo l'a cité dans le discours de Gettysburg, le public a applaudi et a commencé à crier, contre le président, si fort que Copland ne pouvait pas entendre la musique. Un officier du service extérieur américain a déclaré à Copland que son Portrait de Lincoln lu par Sujo avait déclenché la révolution,.
De nouvelles insurrections se produisirent au sein des forces armées et le peuple s'engagea avec plus de vigueur dans la lutte contre le dictateur. D'autres sphères sociales se sont joints activement à la lutte : des intellectuels, des médecins, des avocats, des enseignants et le Collège des ingénieurs du Venezuela. Ils ont signé des tribunes dénonçant le régime. Cela entraina une perte de prestige pour l’armée, qui semblait impliquée dans les excès du régime. Des manifestations et des émeutes ont eu lieu dans les rues.

## Événements

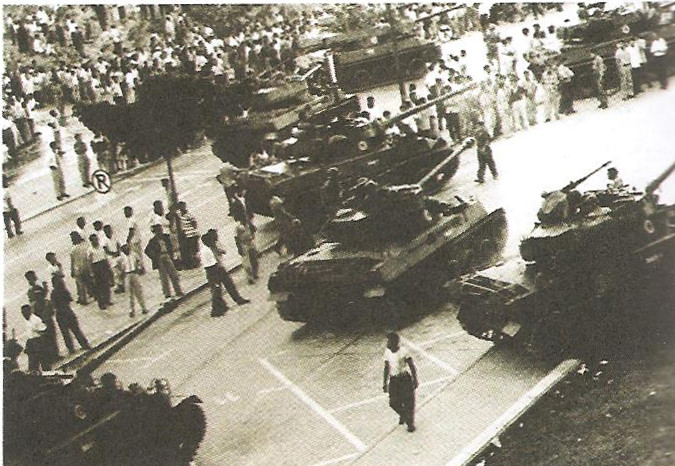
Chars le 23 janvier 1958.

À la mi-janvier, le Comité patriotique a appelé à une grève générale le 21. Le 21 janvier, la grève de la presse débute, suivie quelques heures plus tard par la grève générale appelée par le Conseil patriotique. La grève a été très suivis et des affrontements avec les policiers et l'armée ont éclaté dans de nombreux endroits de Caracas.
Le 22 janvier, l'état major se réunis à l'Académie militaire pour examiner la situation. Après examen, ils décidèrent de la formation d'une Junte de Gouvernement Militaire avec la demande la démission de Pérez Jiménez. Le soir du 22, la Marine et la Garnison de Caracas se prononcèrent contre la dictature ; et Pérez Jiménez, privés de tout soutien dans l'Armée, fuit depuis l'aéroport de La Carlota, en direction de Saint-Domingue, le 23 janvier au petit matin.

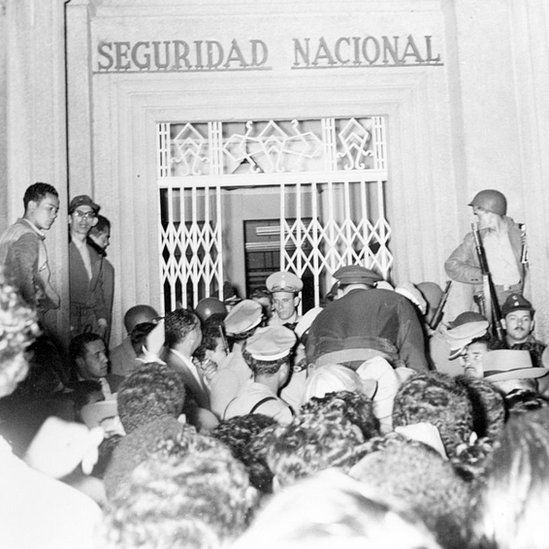
Manifestations au siège de la Direction de la sécurité nationale.

Les manifestants ont attaqué les bureaux du journal officiel El Heraldo et la Direction de la sécurité nationale. De nombreux fonctionnaires de ces institutions ont été lynchés ou emprisonnés dans la prison de Caracas . Au même moment, les maisons de Marcos Pérez Jiménez, Laureano Vallenilla-Lanz Planchart et Luis Llovera Páez sont pillées. Les prisonniers politiques de la prison d’El Obispo sont aussi libérés.
En quelques heures, le palais de Miraflores devint le lieu de rencontre des rebelles et de nombreux dirigeants politiques, qui procédèrent à la nomination d'un Gouvernement Provisoire qui remplaça le régime dictatorial renversé. Le Conseil nomma Wolfgang Larrazábal, commandant général de la Marine, comme président, aux côtés de Luis Carlos Araque, Pedro José Quevedo (1912-2008), Roberto Casanova (1909-1984) et Abel Romero Villate (1913-1997). Au petit matin du 23 janvier, les Vénézuéliens célébrèrent la chute de Pérez Jiménez. Les Vénézuéliens contestèrent tout de même la présence de membres de la dictature de Pérez Jiménez dans le gouvernement provisoire, comme Romero Casanova Villate. Ces membres du gouvernement sont finalement contraints de démissionner et sont remplacés le 24 janvier par les hommes d'affaires Eugenio Mendoza Goiticoa et Blas Lamberti (1921-1988).

## Conséquences

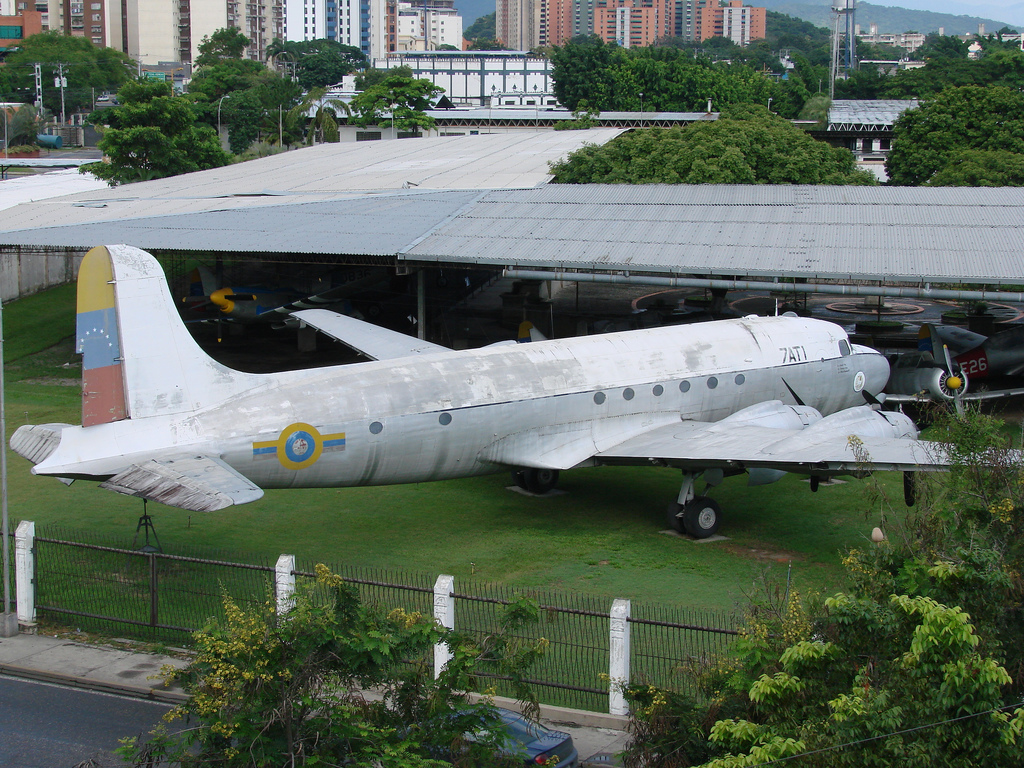
La Vache Sacrée, l'avion présidentiel avec lequel Pérez Jiménez s'est enfui en République dominicaine.

À la place de Pérez Jiménez, une Junte présidée par le contre-amiral Wolfgang Larrazábal prend le pouvoir. Pérez Jiménez s'enfuit en République dominicaine, puis aux États-Unis et a finalement demandé l'asile en Espagne avec sa famille, protégé et soutenu par Francisco Franco. Il  décède à Alcobendas le 20 septembre 2001.
Pour faciliter le travail du Gouvernement provisoire et pour accélérer le rétablissement de la démocratie au Venezuela, un cabinet intérimaire est formé, composé d'avocats, d'hommes d'affaires et de cadres, ainsi que du colonel Jesús María Castro León du ministère de la Défense. Par la suite, le Gouvernement provisoire organise des élections pour décembre de la même année. Il gracie aussi des prisonniers politiques dans tout le pays, il élargit le Conseil Patriotique en y incorporant des représentants des secteurs indépendants, et nomma le journaliste Fabricio Ojeda comme président. Le Gouvernement provisoire a également commencé à punir des exilés qui soutenait le dictateur renversé de retour au pays.

## Héritage
- À Cabimas, dans l'État de Zulia, le quartier 23 de Enero a été nommé en l'honneur de cet événement.
- L' urbanisation du 2 décembre de Caracas construite pendant la dictature de Marcos Pérez Jiménez a été rebaptisée paroisse du 23 janvier pendant le deuxième gouvernement de Rómulo Betancourt lors du premier anniversaire de la chute de Pérez Jiménez[8].